# J1 Barranquilla
Das J1 Barranquilla (offiziell Copa Barranquilla) ist ein World-Junior-Tennisturnier, das seit 1993 jährlich zunächst im Januar, 2021 erstmals im März, auf Hartplatz in der kolumbianischen Stadt Barranquilla von der International Tennis Federation ausgetragen wird. Es gehört der zweithöchsten Turnierkategorie G1 an.

## Geschichte
Ursprünglich als Pony Malta Cup auf den Sandplätzen des Country Club in Barranquilla ausgetragen, wechselte das Turnier mehrmals den Namen. 2019 fanden die Wettbewerbe erstmals auf Hartplatz statt.

## Siegerliste
Unter den Siegern befinden sich unter anderem die Grand-Slam-Champions und ehemaligen Weltranglistenführenden Gustavo Kuerten und Andy Murray.

### Einzel
| Jahr                                      | Herren                      | Damen                          |
| ----------------------------------------- | --------------------------- | ------------------------------ |
| ↓ Pony Malta Cup ↓                        |                             |                                |
| 1993                                      | Gustavo Kuerten             | Mariana Díaz-Oliva             |
| 1994                                      | Federico Browne             | Martina Nedelková              |
| 1995                                      | Kepler Orellana             | Barbara Schwartz               |
| 1996                                      | Florian Allgäuer            | Zuzana Váleková                |
| 1997                                      | Alejando Dulko              | Catalina Castaño               |
| 1998                                      | Artjom Derepasko            | Tina Hergold                   |
| 1999                                      | Mario Radić                 | Lenka Dlhopolcová              |
| 2000                                      | Ytai Abougzir               | Eva Birnerová                  |
| 2001                                      | Alejandro Falla             | Eva Birnerová                  |
| 2002                                      | Martín Vilarrubí            | Petra Cetkovská                |
| 2003                                      | Andy Murray                 | Krystina Marcio                |
| 2004                                      | Eduardo Schwank             | Estefania Balda-Álvarez        |
| ↓ Copa Aero Republica ↓                   |                             |                                |
| 2005                                      | Santiago Giraldo            | Giulia Gabba                   |
| ↓ Barranquilla Junior Tennis Tournament ↓ |                             |                                |
| 2006                                      | José-Roberto Velasco        | Teliana Pereira                |
| 2007                                      | Cristóbal Saavedra Corvalán | Mariana Duque Mariño           |
| 2008                                      | Juan-Carlos Spir            | Stephanie Vogt                 |
| 2009                                      | Andrea Collarini            | Zsófia Susányi                 |
| ↓ Country Club Barranquilla Open ↓        |                             |                                |
| 2010                                      | Dominic Thiem               | An-Sophie Mestach              |
| ↓ Copa Barranquilla ↓                     |                             |                                |
| 2011                                      | Joao Pedro Sorgi            | Victoria Bosio                 |
| 2012                                      | Gianluigi Quinzi            | Maria Ines Deheza              |
| 2013                                      | Diego Pedraza               | Warwara Flink                  |
| 2014                                      | Matias Zukas                | Olha Fridman                   |
| 2015                                      | Casper Ruud                 | María Fernanda Herazo González |
| 2016                                      | Thomas Martín Etcheverry    | Taylor Johnson                 |
| 2017                                      | Alan Fernando Rubio Fierros | María Camila Osorio Serrano    |
| 2018                                      | Arthur Cazaux               | María Camila Osorio Serrano    |
| 2019                                      | Kevin Chahoud               | Savannah Broadus               |
| 2020                                      | Martin Breysach             | Dana Guzmán                    |
| 2021                                      | Ozan Colak                  | Johanne Christine Svendsen     |

### Doppel
| Jahr                                              | Herren                                          | Damen                                           |
| ------------------------------------------------- | ----------------------------------------------- | ----------------------------------------------- |
| ↓ Coca-Cola Super Junior Championships of Japan ↓ |                                                 |                                                 |
| 1993                                              | Sebastián Prieto Jimy Szymanski                 | María-Dolores Campana Mariana Díaz-Oliva        |
| 1994                                              | Federico Browne Carlos José Tori                | Michaela Hasanová Martina Nedelková             |
| 1995                                              | Kepler Orellana Mariano Puerta                  | Ľudmila Cervanová Alena Paulenková              |
| 1996                                              | Sébastien Grosjean Jean-Michel Péquery          |                                                 |
| 1997                                              | José de Armas Luis Horna                        | Ivana Višić Gabriela Voleková                   |
| 1998                                              | Artjom Derepasko Igor Kunizyn                   | Carla Tiene Vanessa Krauth                      |
| 1999                                              | Nicolas Mahut Julien Benneteau                  | Vanessa Krauth Jorgelina Cravero                |
| 2000                                              | Alejandro Falla José Orozco                     | Inge de Geest Laurette Van Der Knaap            |
| 2001                                              | Brian Dabul Marcel Felder                       | Eva Birnerová Galina Woskobojewa                |
| 2002                                              | Henrique Cancado Bruno Siqueira                 | Larissa Carvalho Soledad Esperón                |
| 2003                                              | Grégory Chambaz Vilim Višak                     | Maryori Franco Olena Zuzkova                    |
| 2004                                              | Keith Meisner Jamie Murray                      | Marina Cossou Ana Jerman                        |
| ↓ Copa Aero Republica ↓                           |                                                 |                                                 |
| 2005                                              | Chris Chirico Branko Kuzmanović                 | Bibiane Schoofs Roxane Vaisemberg               |
| ↓ Barranquilla Junior Tennis Tournament ↓         |                                                 |                                                 |
| 2006                                              | Martin Kližan Andrej Martin                     | Klaudia Boczová Kristína Kučová                 |
| 2007                                              | Alejandro González Roberto Maytín               | María Fernanda Álvarez Terán Ioana Ivan         |
| 2008                                              | José Hernández Julen Urigüen                    | Polona Hercog Stephanie Vogt                    |
| 2009                                              | Gaëtan De Lovinfosse Yannik Reuter              | Verónica Cepede Royg Cecilia Costa Melgar       |
| ↓ Country Club Barranquilla Open ↓                |                                                 |                                                 |
| 2010                                              | Thiago Augusto Bitencourt Pinheiro Vitor Galvao | An-Sophie Mestach Demi Schuurs                  |
| ↓ Copa Barranquilla ↓                             |                                                 |                                                 |
| 2011                                              | Hugo Dellien Diego Hidalgo                      | Doménica González Montserrat González           |
| 2012                                              | Mateo Nicolás Martínez Gianluigi Quinzi         | Maria Ines Deheza Dhanielly Quevedo             |
| 2013                                              | Rogelio Siller João Walendowsky                 | Doménica González Valeria Patiuk                |
| 2014                                              | Alex Rybakov Henrik Wiersholm                   | Usue Maitane Arconada Rafaella Baquerizo        |
| 2015                                              | Tomás Barrios Vera Felipe Cunha Silva           | Jewgenija Lewaschowa Tamara Zidanšek            |
| 2016                                              | Andres Andrade Duarte Vale                      | Mirjam Björklund María José Portillo Ramírez    |
| 2017                                              | Keenan Mayo Timothy Sah                         | Ania Hertel Draginja Vuković                    |
| 2018                                              | Nicholas David Ionel Sebastián Rodríguez        | Mylène Halemai Adrienn Nagy                     |
| 2019                                              | Flavio Cobolli Bruno Oliveira                   | Emma Jackson Alexandra Yepifanova               |
| 2020                                              | Bruno Oliveira Natan Rodrigues                  | Sofia Elena Cabezas Dominguez Dana Guzmán       |
| 2021                                              | Gonzalo Bueno Álvaro Guillén Meza               | Lucija Ćirić Bagarić Johanne Christine Svendsen |